# Tobias Reitz

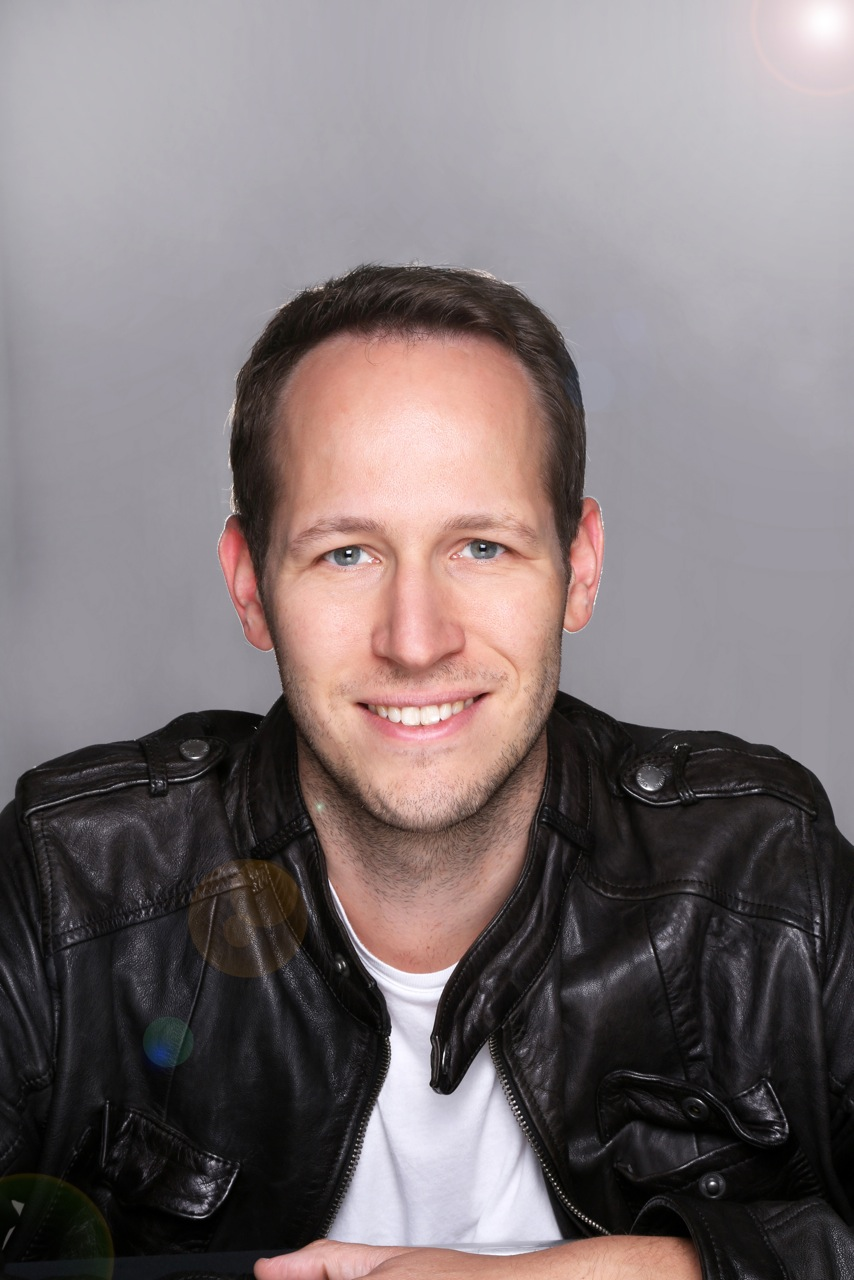
Tobias Reitz (2015)

Tobias Reitz (* 4. Oktober 1979 in Marburg) ist ein deutscher Liedtexter im Bereich des deutschen Schlagers.

## Leben
Tobias Reitz begann nach seinem Abitur an der Stiftsschule St. Johann im Jahre 1999 ein Studium der Germanistik und der Medienwissenschaften, das er 2006 abschloss. 2001 absolvierte er die Celler Schule und begann seine Zusammenarbeit mit Jean Frankfurter, aus der u. a. Titel von Fernando Express, Michael Morgan, Anita & Alexandra Hofmann, Stefanie Hertel, Kastelruther Spatzen und hervorgingen. Für die Zusammenarbeit mit Helene Fischer erhielt er Gold- und Platin-Auszeichnungen. Tobias Reitz arbeitete auch mit anderen Komponisten wie Tommy Mustac, Alfons Weindorf, Christian Bruhn, Francesco Bruletti, Andreas Martin und Willy Klüter. Er ist seit dem Jahr 2002 Organisator, Mit-Dozent und Coach in der Celler Schule. 
Im Juli 2011 erschien das gemeinsam mit Edith Jeske verfasste, zweite deutschsprachige Handbuch für Songtexter. 
Reitz lebt heute als freier Textdichter und Autor in  Düsseldorf. Er ist einer der Gründer des Düsseldorfer Improvisationstheaters Phönixallee, Vorstandsmitglied des Deutschen Textdichterverbands und Mitglied der Akademie Deutscher Musikautoren. Zudem ist Reitz Mitglied im Aufsichtsrat der GEMA in der Kurie Textdichter.

## Privat
Reitz bekennt sich zu seiner Homosexualität.

## Diskografie
Reitz schrieb unter anderem Texte für Helene Fischer, KLUBBB3, Thomas Anders, Florian Silbereisen, Roland Kaiser, Mary Roos, Olaf, Francine Jordi, Anna-Maria Zimmermann, Patrick Lindner, Angelika Milster, Monika Martin, Semino Rossi, Claudia Jung, André Stade, Christoff, Fernando Express, Dana Winner, Stefanie Hertel, Beatrice Egli, Die Flippers, Mireille Mathieu, Anita & Alexandra Hofmann, Jan Smit, Wolkenfrei, Andrea Berg, Angela Wiedl, Stefan Roos, Michael Morgan, Hansi Hinterseer, Vivian Lindt, Andrea Jürgens, Hein Simons, Die Cappuccinos und die Acapella-Band Viva Voce.
Liste der Autorenbeteiligungen
- 2013: Helene Fischer – Fehlerfrei
- 2013: Wolkenfrei – Du bist meine Insel
- 2018: Thomas Anders feat. Florian Silbereisen – Sie sagte doch sie liebt mich

## Auszeichnungen
smago! Award
- 2013: in der Kategorie „Textdichter des Jahres“[4]